# Lofina
Lofina – organiczny związek chemiczny, pochodna imidazolu. Jest wykorzystywana w syntezie i analizie chemicznej.

## Otrzymywanie

### Metoda Radziszewskiego
Po raz pierwszy została otrzymana przez Bronisława Radziszewskiego w 1877 roku z hydrobenzamidu (tribenzylidenodiiminy), który podczas ogrzewania w obecności tlenu z powietrza ulega cyklizacji do lofiny. Wadą metody jest jej niska efektywność.

### Metoda wielkolaboratoryjna
Na szerszą skale trójfenyloglioksalinę otrzymuje się z aldehydu benzoesowego, benzilu i octanu amonu (jako donora amoniaku). Reakcję przeprowadza się we wrzącym kwasie octowym w temperaturze ok. 125 °C, przez 3 godziny. Wadą reakcji jest dość duża cena substratów oraz spore zużycie rozpuszczalników.

Schemat reakcji wielkolaboratoryjnej

## Zastosowanie
Szeroko wykorzystywana do syntezy różnych związków organicznych oraz w chemii analitycznej jako wskaźnik luminescencyjny, im większe jest stężenie oznaczanej substancji, tym większą luminescencję wykazuje lofina. Jest również często używana na pokazach chemicznych, utleniana w środowisku zasadowym wydziela żółtozielone światło.